# Thiago Soares

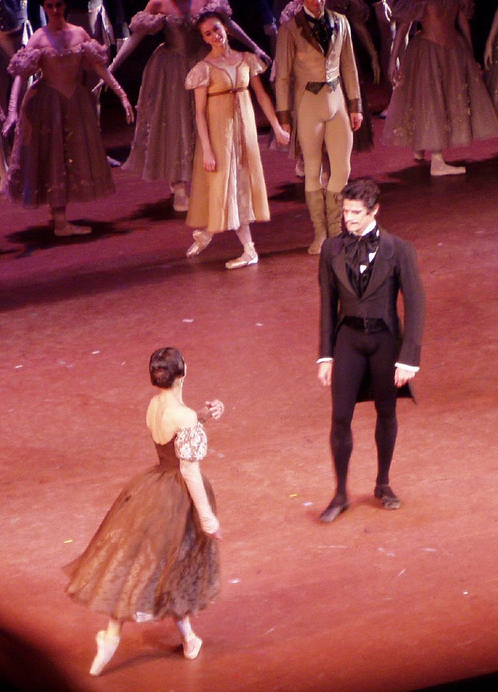
Thiago Soares durante performance em Onegin

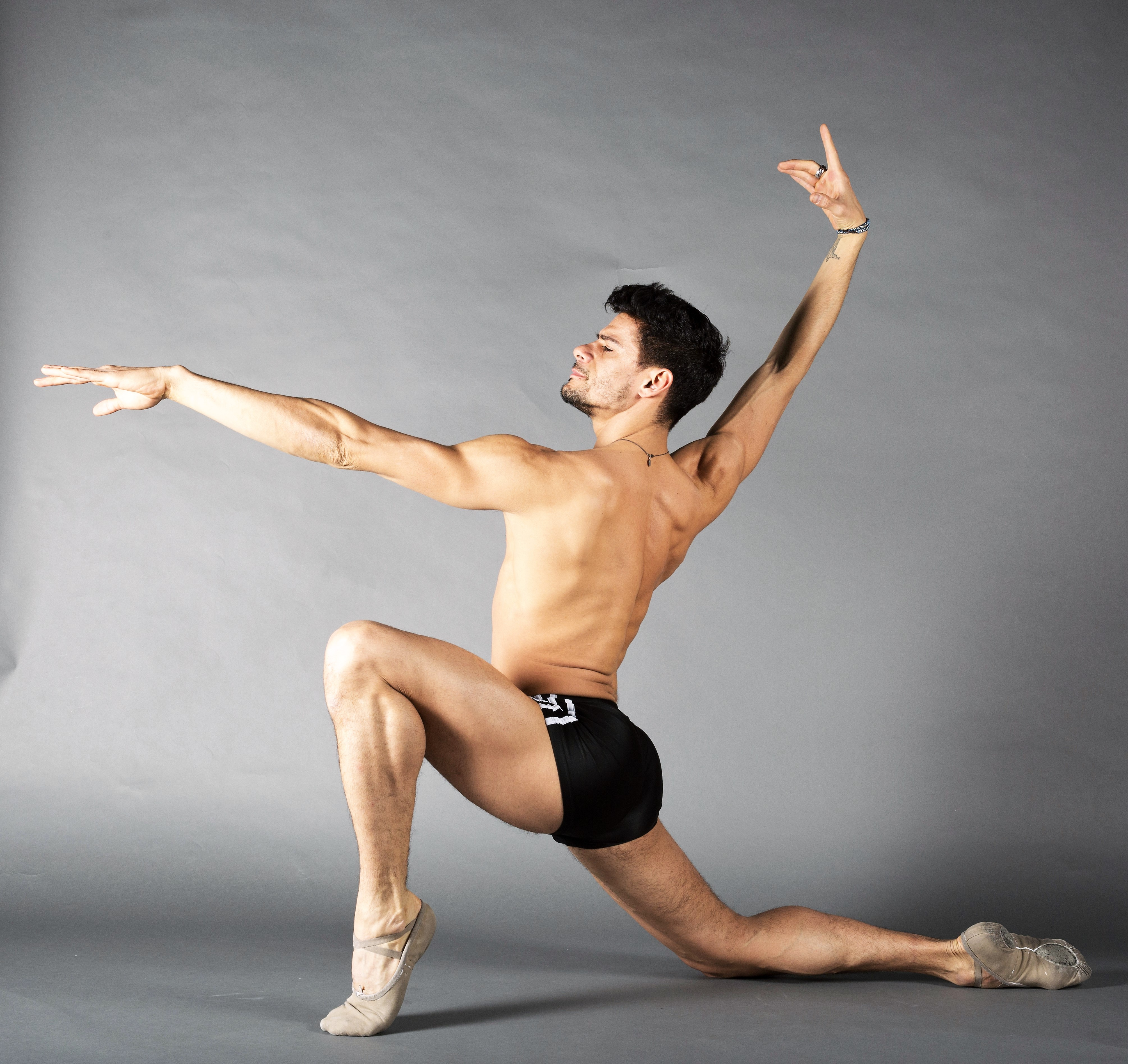
Thiago Soares

Thiago Soares (Rio de Janeiro, 18 de maio de 1981) é um bailarino brasileiro. Chegou aos palcos das grandes cias de balé tendo iniciado a sua arte na dança com o breakdance e hip-hop até tornar-se primeiro bailarino do Royal Ballet de Londres, onde esteve até 2019. Atualmente é diretor artístico e coreógrafo do Ballet de Monterrei, no México.

## Biografia
Thiago Soares viveu sua infância e adolescência na cidade do Rio de Janeiro, Brasil. Nascido em São Gonçalo e criado no bairro de Vila Isabel, no Rio de Janeiro aos nove anos, começou a frequentar a Escola de Circo, onde encontrou na acrobacia e atuação as primeiras experiências de sua arte. Vivendo um momento de proeminência, ainda no circo, Thiago foi encorajado a buscar uma escola de dança para aperfeiçoar seus movimentos no breakdance e hip-hop.
O início de sua carreira na dança clássica foi aos 15 anos, quando começou seus estudos no Centro de Dança Rio, no Méier. Ao se destacar por suas habilidades e por ter um biotipo ideal para a dança, passou a integrar aos 17 anos o corpo de baile do  Theatro Municipal do Rio de Janeiro.
Nesse mesmo ano, conquistou a Medalha de Prata no Concurso Internacional de Dança de Paris. Em sua trajetória no Rio de Janeiro, interpretou os papéis principais em 'O Quebra-Nozes', 'Don Quixote', 'Floresta Amazônica', 'O Lago dos Cisnes' e em 'Tome Valsa', criado por Tindaro Silvano especialmente para ele e a bailarina Cecília Kerche.
Em 2001, participou do Concurso Internacional do Ballet Bolshoi, na Rússia, e conquistou a medalha de ouro, disputada entre mais de 270 candidatos. A vitória foi um marco na história da dança nacional, já que foi a primeira e única conquistada por um brasileiro até hoje. Após isso, foi convidado para estagiar no Balé Kirov, tornando-se o segundo estrangeiro a integrar a companhia em 100 anos de história.
No ano seguinte, foi convidado a integrar o corpo de baile do Royal Ballet de Londres. Em 2002, foi promovido a solista; em 2004, passou a ser primeiro solista e foi premiado como a artista revelação masculino de dança clássica, pela premiação Critics' Circle National Dance Awards. E então, em 2006, conquistar o posto de Primeiro Bailarino do Royal Ballet.
No Royal, o seu repertório inclui o papel-título nas produções de Onegin, A Bela Adormecida, La Bayadère, O Lago dos Cisnes, O Quebra-Nozes, Coppélia, Voluntários, Gong, Romeu e Julieta, Anastasia, Manon, Sonhos de Inverno, Mayerling e Las Hermanas, e inclui também montagens criadas especialmente para ele: Les Saisons, The Seven Deadly Sins, Sweet Violets and Raven Girl.
Em sua trajetória em Londres, vida profissional e pessoal também se misturaram, e Thiago foi casado por 13 anos com a bailarina argentina Marianela Núñez, uma de suas principais partners na companhia. Atualmente, os dois ainda dividem os palcos, mas seguem suas vidas de forma separadas.
Fora do Royal Ballet, Thiago Soares se apresenta ainda como convidado nos principais teatros do mundo. Já teve passagem pelos Teatro Alla Scalla di Milano, Teatro Argentino de La Plata, Bolshoi, Theatro Municipal do Rio de Janeiro, Estonian National Opera, Teatro dell’Opera di Roma e o Munich National Theatre.
Em 2008, promove a realização de um espetáculo especial, Thiago Soares & Friends, que levou aos palcos brasileiros estrelas da dança internacional como Alicia Amatriain, David Makhateli, Jason Reilly, Laura Morera, Marianela Núñez, Natalia Kremen e Ricardo Cervera sendo visto em várias capitais do país.
Em 2012 Thiago se apresenta na Cerimônia de Encerramento dos Jogos Olímpicos de Londres, representando a cultura brasileira. Em 2013, recebeu o prêmio Special International Press da Embaixada do Brasil em Londres em reconhecimento à sua contribuição para as artes.
Nos últimos anos, tem se dedicado também à criação e direção de alguns projetos pessoais. Para comemorar seus 15 anos de carreira internacional, teve uma temporada no Brasil com o espetáculo “Paixão”, em que reuniu repertórios clássicos e novos coreógrafos, como “O lago dos cisnes”, “La bala”, do português Arthur Pitta, e “Caresse du temps”, que marcou a estreia de Alessio Carbone, primeiro-bailarino do Balé da Ópera de Paris, como coreógrafo. O espetáculo ainda contou com a coreografia “Paixão”,  idealizada por Deborah Colker, e que deu nome ao conjunto da obra.
Em 2016, mais um marco em sua carreira: o espetáculo Roots. Com direção de Ugo Alexandre e Renato Cruz, Thiago dividiu o palco do Teatro Oi Casa Grande, no Rio de Janeiro, com Danilo D´Alma, bailarino e coreógrafo reconhecido no cenário das danças de rua do Rio. O espetáculo produzido por Miguel Colker foi uma volta ao passado de Thiago e promoveu um diálogo entre a dança clássica e a dança de rua contemporânea.
Em setembro de 2021, foi anunciado como coreógrafo da Imperatriz Leopoldinense para o carnaval de 2022.

## Premiações
- 1998: Medalha de Prata - Paris International Dance Competition[15]

- 2001: Medalha de Ouro - Moscow International Ballet Competition[4]

- 2004: Outstanding Male Artist (Classical) - Critics' Circle National Dance Award[16]
- 2013: Prêmio especial do board - Brazilian International Press Awards[17]